# Crunchyroll
Crunchyroll（クランチロール）は、ソニーグループが所有するアメリカ合衆国の定額制ビデオ・オン・デマンドのストリーミングサービスである。このサービスは主に日本のアニメを含む東アジアのメディアが制作した映画やテレビシリーズを配信しており、本社はカリフォルニア州サンフランシスコにある。日本支社は東京都渋谷区にあり、1997年1月にソニー・ピクチャーズ エンタテインメント（SPEJ）の制作事業本部を承継、同時にソニー・ミュージックエンタテインメント（SMEJ）が資本参加した株式会社SPE・ビジュアルワークスの後継会社である。日本動画協会（AJA）の会員。

## 概要
カリフォルニア大学バークレー校の卒業生グループによって2006年半ばに開始されたこのサービスには、世界中で1億2,000万人以上の登録ユーザーがいる。このサービスは、世界中の1億人を超える登録ユーザーにコンテンツを配信しており、AT&Tのオッター・メディアの子会社であった。2016年から2018年にかけてファニメーションと提携し、2021年にソニーがCrunchyrollを買収した後、最終的に2022年に同社のブランドに統合されることになった。
Crunchyrollでは、1,000,000以上のアニメ番組、15以上の言語200以上の東アジアのドラマ、約80タイトルのマンガをCrunchyrollマンガとして提供しているが、ライセンスの制限により利用できる番組の数は各国により異なる。Crunchyrollは2017年2月に有料会員数100万人を突破し、2024年時点で有料会員数は1,300万人を超えている。

## 沿革
- 2006年
  - 5月 - サイト立ち上げ。
- 2008年
  - 9月 - 日本法人設立（代表取締役 ビンセント・ショルティーノ）
  - 11月 - テレビ東京と提携を発表。
- 2009年
  - 2月 - 日本動画協会に加入。
- 2012年 - 有料会員数が10万人を突破。
- 2013年
  - 3月 - 有料会員数が20万人を突破。
  - 10月  - 漫画配信を開始。
- 2014年
  - 11月  - 有料会員数が40万人を突破。
- 2015年
  - 10月  - 有料会員数が75万人を突破[6]。
- 2016年
  - 2月 - 住友商事と共同で、アニメ作品に投資する投資ファンド・クランチロールSCアニメファンドを設立[7]。
  - 4月 - KADOKAWAと海外向けアニメ配信権の包括許諾を締結[7]。
- 2017年
  - 2月 - 有料会員数が100万人を突破[8]。
  - 4月 - 日本法人代表取締役ビンセント・ショルティーノが退任。以後、米本社CEOクン・ガオが兼任する[9]。
  - 7月 - Twitchがクランチロールと提携し19本のアニメの全話一挙放送を行った。視聴は無料だった。ゲーム配信専用サイトであるTwitchがアニメを放送したのはこれが初である。また期間限定でクランチロールのマスコットキャラクターである「Crunchyroll-Hime」がスタンプとして使用できた[10]。
- 2018年
  - 4月 - リタ・ワンが日本法人代表取締役に就任。
  - 9月 - ジョアン・ヴォガがクランチロールGMに就任。
- 2019年
  - 3月 - 有料会員数が200万人を突破。
  - 12月 - VIZ メディア・ヨーロッパ（フランス、ドイツ、スイスにまたがるグループ各社VIZ メディア・ヨーロッパ、VIZ メディア・スイス、AV Visionen、KAZÉ、KAZÉManga、Anime on Demand、Anime Digital Network）との資本提携手続き完了。また、クランロールのEMEA（ヨーロッパ・中東・アフリカ）部門のトップに、新たにジョン・イーサムが就任し、クランチロールのヨーロッパ事業、VIZ Mediaヨーロッパを統括する。
- 2020年
  - 4月 - VIZメディア・ヨーロッパが、社名やサービスブランドを刷新し、親会社「クランチロール」に合わせて、Crunchyroll EMEAに変更。
  - 5月27日 - 同日からアメリカにてサービス開始の定額制動画配信サービス「HBO Max」に人気作品を配信開始[11]。
  - 12月10日 - ソニーはクランチロールの運営会社であるイレーションを、1222億円で買収すると発表[12][13]。
- 2021年
  - 2月 - 有料会員数が400万人を突破。登録者数1億人を突破[14]。
  - 8月9日 - ソニー・ピクチャーズ エンタテインメントが傘下のファニメーションを通して、約1300億円で買収を完了[15][16]。
  - 9月23日 - フジテレビとスロウカーブとの3社でフジテレビの深夜アニメ枠である『+Ultra』を共同制作することを発表[17]。
- 2022年
  - 3月1日 - ファニメーションとの間でブランド統合を行うことを発表[18]。一部残るファニメーションのサービスも、やがて完全にクランチロールへ統合された[19][20]。
- 2023年
  - 7月 - 有料会員数が1200万人を突破[21]。
  - 10月 - 一部の国において、Amazon Prime Video追加チャンネルでの提供を開始[22]。
  - 12月 - 有料会員数が1300万人を突破[23]。
- 2024年
  - 8月 - 有料会員数が1500万人を突破[22]。
- 2025年
  - 後半 - 日本マンガの配信サービス「Crunchyroll Manga」を北米にて開始予定[24]。

## マスコット
「Crunchyroll-Hime」、通称「ひめ」は、クランチロールの公式マスコットである。

## アニメ作品

### クランチロールオリジナル
2020年
- 虚構推理
- 神之塔 -Tower of God-
- THE GOD OF HIGH SCHOOL ゴッド・オブ・ハイスクール
- ジビエート
- トニカクカワイイ
- NOBLESSE -ノブレス-

2021年
- 怪病医ラムネ
- EX-ARM エクスアーム
- 蜘蛛ですが、なにか?
- トニカクカワイイ 〜SNS〜
- 海賊王女
- ブレードランナー：ブラック・ロータス

2022年
- Shenmue the Animation

### 製作参加作品
殆どの作品では日本法人及びクランチロールSCアニメファンドが製作委員会の一社として参加していることが多い。

## 視聴と会員制
配信されるアニメは全て日本語音声＋字幕という形をとっている。英語、スペイン語、ポルトガル語の字幕に対応しており、それらから字幕言語を選択することとなる。作品によっては字幕はON/OFFの設定が可能であり、日本語音声のみでの再生も可能となっている。PC、スマートフォン、インターネットテレビ、PS3やXbox 360の様なゲーム機などのセットトップボックスからも視聴が可能である。
当初は日本のアニメのみを提供していたが、現在ではドラマ、J-POPやアニメソング歌手のPVなども配信している。日本だけではなく、東アジア圏のコンテンツも配信している。作品コンテンツ数は5,000タイトル以上に上る。
北米、欧州、東南アジア（シンガポール、フィリピンといった英語圏）、中南米（メキシコ、ブラジル、アルゼンチン、ペルー、ベネズエラ、コロンビア）で正式なサービスが行われており、今後も順次配信国・地域を増やす予定としている。
日本からの接続はIPによって弾かれてしまい通常は視聴することはできない。また、日本でのサービスも「日本のインターネットはクローズな印象があり、海外とはビジネスが全然違う。そのまま展開できるとは思えない。」とショーティノ社長が述べている。ただし、作品によっては視聴できることもある。
クランチロールでの配信が始まって以来、海賊版のダウンロード数は74％も減ったという。利用者の年齢層としては14歳から25歳がメインで高校生・大学生が多い。フランスのみ市場が特殊で日本のアニメのDVDやマンガなどが売れる為、ライツホルダーからフランスでのサービスを控えるよう指示されている。新作・旧作は7:3の割合で新作を見る利用者が多い。
無料と有料（月6.95ドル～11.95ドル）のプランが存在している。
無料会員の場合でも全作品、全話を視聴することが可能であるが、200kbps程度のSD画質のみ、15秒間のCMが3回ほど挿入される。サイマル配信は一週間後に視聴ができる。
有料会員では、有料プランのみの専用コンテンツへのアクセス、最大で1080PまでのフルHD画質での視聴、広告なし、日本で放送された作品は約一時間後に視聴できるサイマル配信に対応などのサービスを得られる。英語とポルトガル語では30作品以上がサイマルキャスト配信（日本での放送と同日配信）に対応している。
有料会員数は、2012年に10万人を突破し、2013年3月には20万人を突破した。
2012年9月時点では無料視聴を含めた毎月の視聴者数は約700万人（北米が7割）と推定されている。
有料会員収入は月1億円を超える。
2020年5月の時点で6000万人の無料会員と200万人の有料会員が本サービスを利用していると言われている。
2020年5月27日、同日から親会社であるAT&Tとワーナーメディアが開始予定の動画配信サービス「HBO Max」に参加すると発表。自社が配信権を保有する人気作品を同サービスに提供し、四半期ごとに作品を追加する予定となっている。

## 漫画配信
2013年10月30日から講談社の一部漫画作品を、日本国内での雑誌発売日に英語訳版を配信する。

## Crunchyrollアニメアワード
Crunchyrollは毎年日本のアニメを対象とした賞「クランチロール・アニメアワード」を開催している。